# ヘイデン・ルールストン
ヘイデン・ルールストン （Hayden Roulston MNZM、1981年1月10日 - ）は、ニュージーランド・アシュバートン出身の自転車競技選手。ヘイデン・ラウルストンともいう。

## 経歴
ロードレースとトラックレースの兼用選手。
2002年、コフィディスと契約を結びプロ転向。
- UCIトラックワールドカップクラシックス・シドニー大会では、グレッグ・ヘンダーソンとのコンビでマディソンを制し、またヘンダーソンらとのカルテットで団体追い抜きの優勝に貢献。
- コモンウェルスゲームズ・団体追い抜き3位。

2003年
- ヘンダーソンとのコンビで、世界選手権・マディソン2位。
- ツール・ド・ポローニュ区間1勝。

2005年、ディスカバリーチャンネルに移籍。
2006年、ヘルスネットに移籍。
- 国内選手権
  - 個人ロードレース 優勝
  - 個人追い抜き 優勝
  - 団体追い抜き 優勝。
- コモンウェルスゲームズ・ポイント2位。

2007年
- オセアニア自転車選手権
  - マディソン（ヘンダーソンとのコンビ） 優勝
  - 個人ロード優勝。

2008年
- 北京オリンピック
  - 個人追い抜きでは、ブラッドリー・ウィギンスに次いで2位
  - 団体追い抜きでは3位。

2009年、サーヴェロ・テストチームに移籍。
- ツール・ド・フランス総合79位。

2010年、チーム・コロンビア＝HTC（現 HTC - ハイ・ロード）に移籍。
2011年
- 国内選手権 個人ロードレース 優勝

2012年、レディオシャック・ニッサン・トレックに移籍。
2014年
- レディオシャック・ニッサン・トレックのチーム籍がトレック・ファクトリー・レーシングに引き継がれ、移籍。
- ニュージーランド選手権優勝